# Iranocichla hormuzensis
Рід складається з єдиного виду риб родини цихлові.

## Види
- Iranocichla hormuzensis Coad 1982